# Silberkammer-Fundgrube

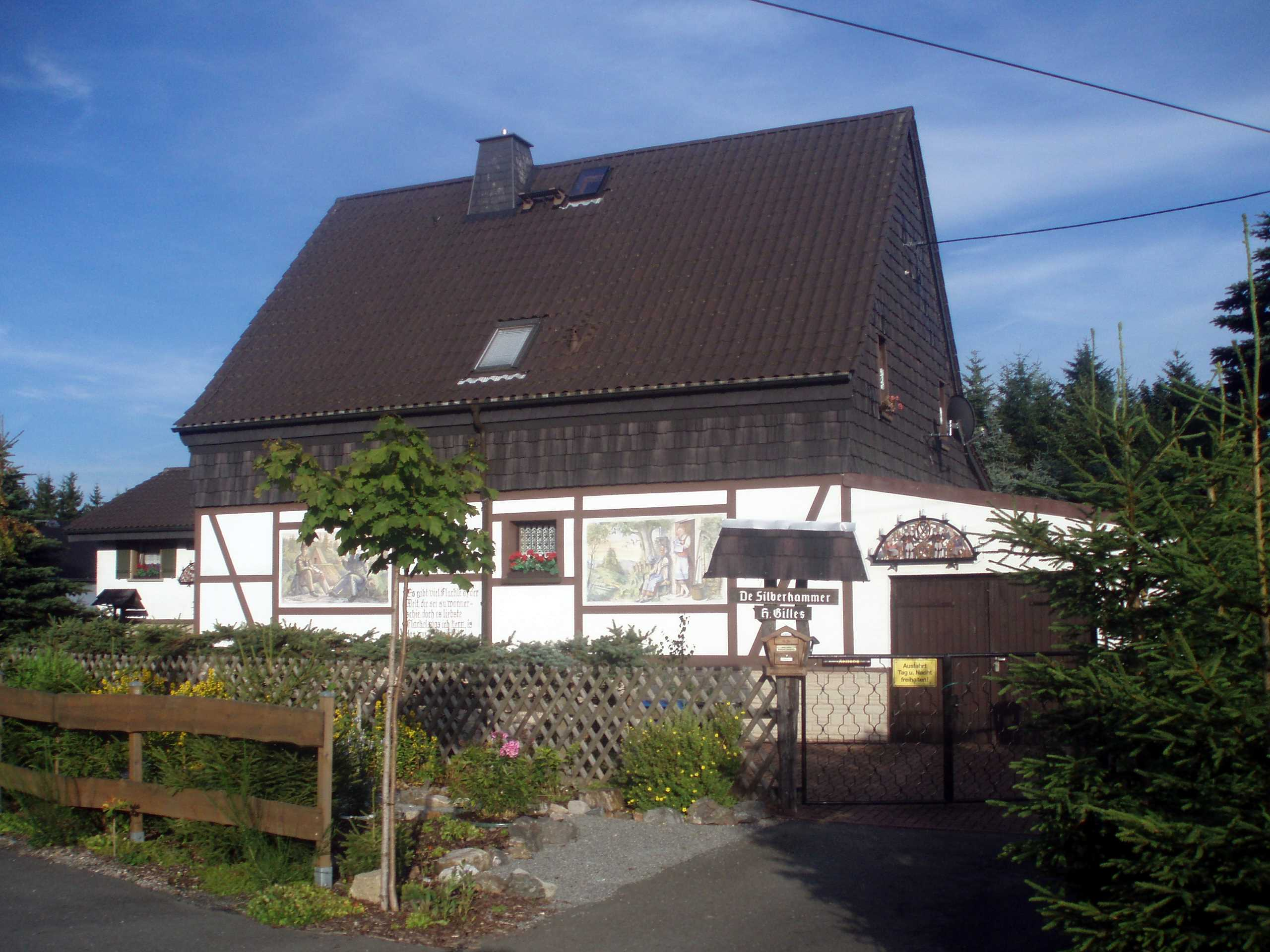
Ehemaliges Huthaus Silberkammer

Die Silberkammer-Fundgrube ist ein ehemaliges Bergwerk in Johanngeorgenstadt im Erzgebirgskreis in Sachsen. Die bergmännischen Arbeiten unter dem Namen Silberkammer-Fundgrube begannen im Quartal Crucis des Jahres 1707. Bereits im Quartal Reminiscere 1709 lieferte man u. a. laut der Engelschallchronik erstmals und einmalig Silbererz. Die Erzlieferungsextrakte zeigen im Jahr 1719 eine weitere Lieferung und ab 1728 ein regelmäßiges Ausbringen von Silbererzen an.
Das Huthaus und eine Halde des Bergwerks befinden sich in der Mittelstadt unweit der Eibenstocker Straße. Bergbauliche Aktivitäten fanden hier schon seit dem Ende des 17. Jahrhunderts statt. Durch den 1707 angelegten Adolphus Stolln konnte diese und benachbarte Grubenbaue zeitnah vom Wasser gelöst werden.
Gemeinschaftliche Grubenfelder hatte Silberkammer im Verlauf des 18. Jahrhunderts mit Katharina (auch Catharina), Elisabeth, Heilige drey Könige, Gotthelf Schaller, sowie zwei dreifache Felder mit Neuleipziger Glück samt Gotthelf Schaller und Katharina samt Gotthelf Schaller. Bedeutung erlangte das gemeinschaftliche Feld mit Gotthelf Schaller aufgrund reichhaltiger Silbererzlieferungen. Das Silberkammer eigene Feld blieb eher unbedeutend.
Im Jahr 1818 wurden die Grubenfelder von Katharina samt Erz Vater Jakob übernommen. Die Grube trug jetzt den Namen Silberkammer samt Katharina und Erzvater Jakob Fundgrube.
Aufgrund der schlechten wirtschaftlichen Lage der Grube wurde sie 1821 mit der Fundgrube Gotthelf Schaller unter dem Namen Gotthelf Schaller und Silberkammer Fundgrube konsolidiert.
1838 schlossen sich Gotthelf-Schaller- und Silberkammer-Fundgrube gemeinsam mit anderen Berggebäuden zur Gewerkschaft Vereinigt Feld im Fastenberge zusammen.
Heute wird im früheren Zechenhaus der Silberkammer Fundgrube, das zunächst als Huthaus der Heilige Drei Könige Fundgrube genutzt worden war, eine Bier- und Weinstube betrieben. Erhalten geblieben ist auch die Schachthalde.